# Pteropelyx grallipes
Pteropelyx grallipes es la única especie conocida del género dudoso extinto  Pteropelyx  (gr. “pelvis alada”) de dinosaurio ornitópodo hadrosáurido, que vivió a finales del período Cretácico, hace aproximadamente 75 millones de años, en el Campaniense. Encontrado en la Formación Río Judith, Montana, Estados Unidos y descrita en 1889 por Edward Drinker Cope. Históricamente varias especies han sido asignadsa a este género, todas basadas en restos muy fragmentarios, pero no hay soporte para estas asignaciones. Muchas de esas especies han sido colocadas en géneros mejor conocidos como Lambeosaurus y Gryposaurus. Es probable que el material tipo de Pteropelyx, un esqueleto sin cabeza, pertenezca a Corythosaurus, haciendo de Pteropelyx el sinónimo más antiguo de este según Brett-Surman de 1989, pero la falta del cráneo hace imposible establecerlo.